# Anis-Sägeblättling
Der Anis-Sägeblättling (Neofavolus suavissimus, syn. Panus suavissimus, Lentinus suavissimus, Lentinus anisatus und Lentinus haemotopus) ist trotz des lamelligen Hymenophors eine Pilzart aus der Familie der Stielporlingsverwandten. Er wächst bevorzugt auf Weiden, weshalb er manchmal auch als Wohlriechender Weiden-Knäueling bezeichnet wird.

## Merkmale
Der Anis-Sägeblättling bildet bis 4(–6,5) cm breite, flach trichter- oder muschelförmige Fruchtkörper. Die matte bis feinfilzige Hutoberfläche hat eine hell- bis ocker-gelbe Farbe. Der Rand ist lange eingerollt, steht bei älteren Exemplaren ab und ist mehr oder weniger wellig verbogen sowie fein gerieft. Die etwa 3 mm breiten Lamellen stehen weit und laufen deutlich am Stiel herab. An der Stielbasis sind sie häufig stark gegabelt oder wabenartig querverbunden. Anfangs weißlich werden sie später gelblich, die Schneiden sind gattungstypisch fein gesägt. Das Sporenpulver besitzt eine weiße Farbe. Der meist etwas seitliche Stiel misst etwa 1 cm in der Länge und 4 mm in der Breite. Er ist über die gesamte Länge mit feinfilzig bedeckt und zeigt im oberen Bereich eine feine Riefung. Das lederig-zähe Fleisch ist weiß bis gelblich gefärbt und verströmt einen charakteristischen Geruch nach Anis, der sich beim Antrocknen der Fruchtkörper noch verstärkt.

## Ökologie und Phänologie
Der Anis-Sägeblättling ist ein holzbewohnender Saprobiont, der vor allem totes Weidenholz, seltener andere Laubhölzer besiedelt. Die Art kommt entsprechend vor allem in Auwäldern und verschiedenen Typen von Weidengebüschen, in Schluchtwäldern, an Bachläufen, in Mooren und an Waldrändern vor. Insgesamt werden luft- und bodenfeuchte Standorte bevorzugt.
Die Fruchtkörper erscheinen von Juni bis Oktober.

## Systematik
Der Anis-Sägeblättling stand lange Zeit in der Gattung der Sägeblättlinge i. e. S. (Lentinus s. str.). Phylogenetische Studien zeigen jedoch, dass er innerhalb der Stielporlingsverwandten (Polyporaceae) eher entfernt mit den Sägeblättlingen i. e. S. verwandt ist und als Teil der Gattung Neofavolus in einer gemeinsamen Klade zusammen mit den Gattungen Favolus, Datronia, Echinochaete, Pseudofavolus und Resten der früheren Großgattung der Stielporlinge (z. B. Polyporus s. str., Cerioporus, Picipes) steht. Sein nächster europäischer Verwandter ist der Waben-Porling (Neofavolus alveolaris).

## Verbreitung
Der Anis-Sägeblättling ist in der Holarktis verbreitet, dabei werden gemäßigte und subboreale Gebiete bevorzugt. In Europa ist die Art in Skandinavien, Finnland und Karelien weit verbreitet, sie wird nach Süden deutlich seltener. In Mittel- und Südosteuropa ist sie in den Alpen und Karpaten verbreitet, sie fehlt in mediterranen und ozeanisch beeinflussten Gebieten. In Deutschland ist die Art selten und potentiell durch die Zerstörung ihrer Lebensräume (Weidengebüsche an Bach- und Seeufern) gefährdet.

## Bedeutung
Der Anis-Sägeblättling ist als Holzbewohner unbedeutend, als Speisepilz allein aufgrund der zähen Fruchtkörper nicht geeignet.